# Anna Ogino

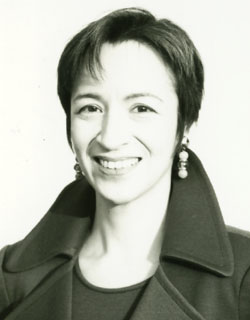
Anna Ogino

Anna Ogino (japanisch 荻野 アンナ, Ogino Anna, wirklicher Name: Anna Gaillard; * 7. November 1956 in Yokohama, Präfektur Kanagawa) ist eine japanische Schriftstellerin.
Ogino studierte an der Universität Paris-Sorbonne und absolvierte ein Dissertationsstudium über französische Renaissanceliteratur François Rabelais in der Keiō-Universität, wo sie als Assistentin beschäftigt ist.
Nach mehreren Nominierungen erhielt Ogino 1991 für Seoi mizu den Akutagawa-Preis. Im gleichen Jahr entstand der von den Gemälden Hieronymus Boschs und Pieter Brueghels inspirierte Roman Buruyūgeru tonda. In dem Essay-Roman Watakushi no aidokusho (1991) setzte sich Ogino mit den Werken berühmter Autoren wie Akutagawa Ryūnosuke, Shiga Naoya, Kawabata Yasunari, Yokomitsu Riichi und Dazai Osamu auseinander. Er wurde 1998 mit dem Itō-Sei-Literaturpreis ausgezeichnet. 2001 erhielt Ogino für Horafuki-Anri no bōken den Yomiuri-Literaturpreis.

## Werke (Auswahl)
- 1989 Uchi no okan ga ocha o nomu (うちのお母んがお茶を飲む)
- 1989 Doa o shimeruna (ドアを閉めるな)
- 1990 Supein no shiro (スペインの城)
- 1990 Sabumisshon
- 1990 Yūkitai, Erzählungen (遊機体)
- 1991 Seoi mizu (背負い水)
- 1991 Buruyūgeru tonda (ブリューゲル、飛んだ)
- 1991 Watakushi no aidokusho (私の愛毒書)
- 1992 Kojiki gaiden (コジキ外伝)
- 2001 Horafuki-Anri no bōken (ホラ吹きアンリの冒険)

## Quelle
- Sachiko Shibata Schierbeck, Marlene R. Edelstein: Japanese Women Novelists in the 20th Century: 104 Biographies, 1900-1993. Museum Tusculanum Press, 1994, ISBN 87-7289-268-4, S. 330–331 (eingeschränkte Vorschau in der Google-Buchsuche).

| Personendaten    | Personendaten                                            |
| ---------------- | -------------------------------------------------------- |
| NAME             | Ogino, Anna                                              |
| ALTERNATIVNAMEN  | 荻野 アンナ (japanisch); Anna Gaillard (wirklicher Name) |
| KURZBESCHREIBUNG | japanische Schriftstellerin                              |
| GEBURTSDATUM     | 7. November 1956                                         |
| GEBURTSORT       | Yokohama, Präfektur Kanagawa                             |